# Mursteinane
Mursteinane är en kulle i Antarktis. Den ligger i Östantarktis. Norge gör anspråk på området. Toppen på Mursteinane är 632 meter över havet.
Terrängen runt Mursteinane är kuperad åt sydost, men åt nordväst är den platt. Terrängen runt Mursteinane sluttar söderut. Trakten är obefolkad. Det finns inga samhällen i närheten. 